# Hadžići (Ilijaš)
Pour les articles homonymes, voir Hadžići.
Hadžići (en serbe cyrillique : Хаџићи) est un village de Bosnie-Herzégovine. Il est situé dans la municipalité d'Ilijaš, dans le canton de Sarajevo et dans la fédération de Bosnie-et-Herzégovine. Selon le recensement bosnien de 2013, il compte 5 habitants, tous serbes.

## Démographie

### Évolution historique de la population
| 1948 | 1953 | 1961 | 1971 | 1981 | 1991 | 2013 |
| ---- | ---- | ---- | ---- | ---- | ---- | ---- |
| -    | -    | 101  | 86   | 81   | 53   | 12   |

|  |

### Répartition de la population par nationalité
En 1991 comme en 2013, les habitants du village étaient tous serbes.